# Elachertus ditissimus
Elachertus ditissimus is een vliesvleugelig insect uit de familie Eulophidae. De wetenschappelijke naam is voor het eerst geldig gepubliceerd in 1841 door Förster.